# Faustina Rehuher-Marugg

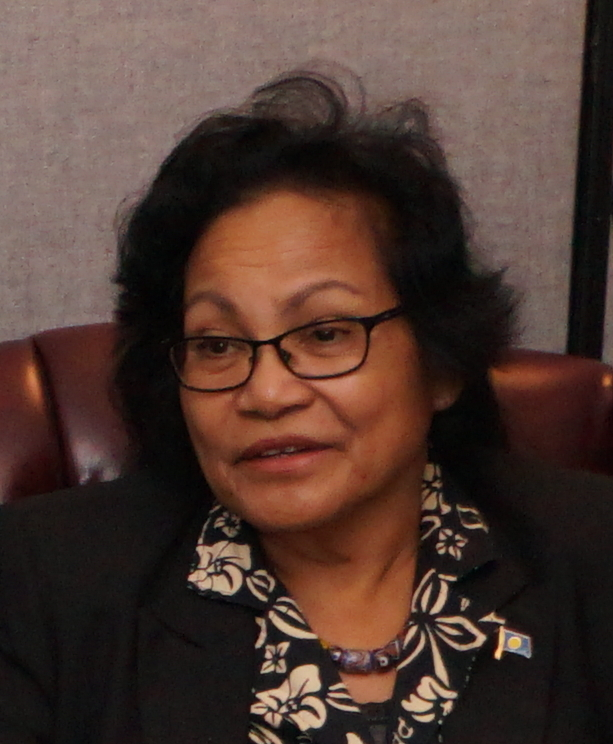
Faustina Rehuher-Marugg, 2017

Faustina Rehuher-Marugg ist eine palauische Politikerin. Sie ist seit Juli 2017 Außenministerin des Inselstaats.

## Werdegang
An der University of Hawaii und dem East-West-Centre, einer Organisation zur besseren Verständigung zwischen den USA, Asien und dem pazifischen Raum, machte Rehuher-Marugg einen Master in dem Bereich Pacific Island Studies.
Sie war als Kuratorin des Belau National Museums in Koror, einem der ältesten und bekanntesten Museen der Region, und als Vorsitzende der Pacific Islands Museums Association (PIMA) tätig. Zudem ist sie Mitglied des Kultur-Komitees der nationalen UNESCO-Kommission Palaus.
Rehuher-Marugg war von Februar 2009–2012 als Ministerin für Gesellschaft und kulturelle Angelegenheiten tätig. Am 13. Juni wurde sie in Ngerulmud als Außenministerin im Kabinett des Regierungschefs Tommy Remengesau Junior vereidigt.